# Municipio de Ellsbury
El municipio de Ellsbury (en inglés: Ellsbury Township) es un municipio ubicado en el condado de Barnes en el estado estadounidense de Dakota del Norte. En el año 2010 tenía una población de 28 habitantes y una densidad poblacional de 0,3 personas por km².

## Geografía
El municipio de Ellsbury se encuentra ubicado en las coordenadas 47°11′47″N 97°46′10″O / 47.19639, -97.76944. Según la Oficina del Censo de los Estados Unidos, el municipio tiene una superficie total de 93.09 km², de la cual 93,09 km² corresponden a tierra firme y (0 %) 0 km² es agua.

## Demografía
Según el censo de 2010, había 28 personas residiendo en el municipio de Ellsbury. La densidad de población era de 0,3 hab./km². De los 28 habitantes, el municipio de Ellsbury estaba compuesto por el 100 % blancos. Del total de la población el 0 % eran hispanos o latinos de cualquier raza.